# Таганська (станція метро, Кільцева лінія)
«Тага́нська» (рос. Таганская) — станція Кільцева лінія Московського метрополітену. Розташована, між станціями «Павелецька» і «Курська».

## Історія
Станція відкрита в 1950 році у складі черги «Парк культури» — «Курська». Названа за однойменною площею, на якій знаходиться павільйон станції.

## Технічна характеристика
«Таганська» — пілонна трисклипінна станція (глибина — 53 м). Діаметр центрального залу — 9,5 м.

## Оздоблення
Пілони оздоблені світлим мармуром; підлога викладена сірим і червоним гранітом; колійні стіни покриті жовтуватою керамічною плиткою (верхня частина) і сірим мармуром (нижня частина). Центральний зал освітлений низкою люстр, прикрашених блакитною майолікою, кожна з яких має 10 світильників роботи А. І. Дамського. Художнє оформлення станції присвячено Радянській армії. Пілони прикрашені майоліковими скульптурами (автори — А. Д. Бержитська, Є. П. Блінова, П. М. Кожин, З. С. Соколова, А. Г. Сотников (рос.)), що зображують радянських бійців. Літери у назві станції також виконано з майоліки.
У південному торці, де нині знаходиться перехід на Тагансько-Краснопресненську лінію, раніше розташовувалася скульптурна композиція, яка зображала І. В. Сталіна в оточенні трудящих і дітей на Красній площі Композиція була замінена на панно з портретом В. І. Леніна і гербами республік СРСР, проте і це панно до наших днів не зберіглося. У травні 2025 року, до 90-річчя Московського метрополітену, скульптурну композицію відновлено.

## Вестибюлі і пересадки
З торця центрального залу можна перейти на однойменну станцію Тагансько-Краснопресненської лінії, відкриту в 1966 році. По сходовому переходу з центру залу, спорудженому в 1979 році, можна потрапити на станцію «Марксистська» Калінінської лінії.
Два послідовних ескалаторних ходи, по яких здійснюється вхід на станцію, розділені проміжною залою.
З технічних приміщень станції є прохід до спецоб'єкту ГО-42, розташованому неподалік.

### Пересадки
- Метростанцію  Таганська * Метростанцію  Марксистська
- Автобуси: м7, е70, е80, 51, 74, 567, с755, 766, с856, Б, т27, т53, т63, н5, н7, н13, П46

## Колійний розвиток
Поблизу станції від колій Кільцевої лінії відгалужується службова гілка, використовувана для службових перевезень; за допомогою цієї гілки Кільцева лінія сполучена з Тагансько-Краснопресненською і Калінінською лініями.